# 하인부르크안데어도나우

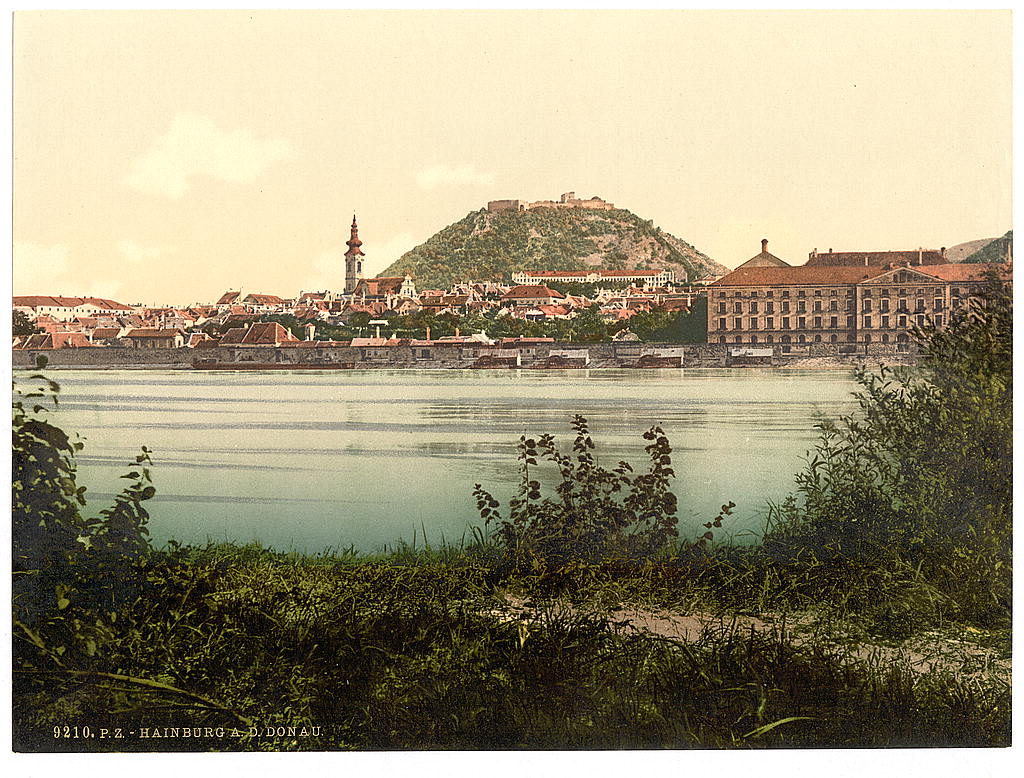
하인부르크안데어도나우 (1900년경)

하인부르크안데어도나우(독일어: Hainburg an der Donau)는 오스트리아 니더외스터라이히주에 위치한 도시로 면적은 25.05km2, 높이는 161m, 인구는 6,376명(2016년 1월 1일 기준), 인구 밀도는 250명/km2이다.
도나우강 우안과 접하며 슬로바키아 국경과 가까운 편이다. 슬로바키아의 수도인 브라티슬라바에서 서쪽으로 12km, 오스트리아의 수도인 빈에서 동쪽으로 43km 정도 떨어진 곳에 위치한다.

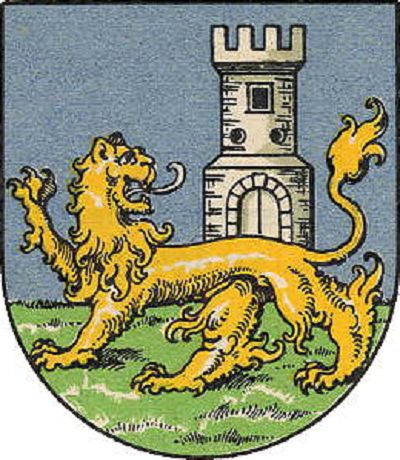
시 문장

## 인구
| 연도 | 인구  | ±%    |
| ---- | ----- | ----- |
| 1971 | 6,060 | —     |
| 1981 | 5,731 | −5.4% |
| 1991 | 5,753 | +0.4% |
| 2001 | 5,651 | −1.8% |
| 2006 | 5,717 | +1.2% |
| 2011 | 5,951 | +4.1% |
| 2014 | 6,149 | +3.3% |
| 2015 | 6,208 | +1.0% |
| 2016 | 6,376 | +2.7% |
| 2017 | 6,591 | +3.4% |